# Línea 131 (EMT Madrid)
La línea 131 de la EMT de Madrid une la estación de Campamento con Villaverde Alto.

## Características
La línea comunica a los habitantes del barrio de Aluche y la mayor parte de la avenida de los Poblados con Orcasitas y Villaverde Alto.
Esta línea se creó el 9 de septiembre de 1980, y surge de la municipalización de la línea periférica P31, que circulaba entre Campamento y Villaverde Alto atravesando vías del barrio de Aluche, la avenida de los Poblados, se adentraba en Carabanchel Bajo, seguía por la carretera de Carabanchel a Andalucía (hoy parte de la avenida de los Poblados) y la carretera de Madrid a Villaverde (hoy calle de Eduardo Barreiros) hasta llegar a Villaverde Alto. Junto con las líneas P29 y P30, fue una de las tres últimas líneas periféricas privadas que pasaron a la EMT.
Esta línea tenía una variante con raya roja que se dirigía al Hospital 12 de Octubre en lugar de Villaverde Alto cuando llegaba al cruce de la avenida de los Poblados con la calle del Doctor Tolosa Latour. En los años 90, la línea 131 con raya roja desapareció para dar lugar a la línea 121, y la línea 131 dejó de circular por el interior del barrio de Aluche para hacerlo por la avenida del Padre Piquer y la avenida de los Poblados.

### Frecuencias
| Lunes a viernes laborables |               |
| De 6:00 a 20:00            | 10-17 minutos |
| De 20:00 a 23:00           | 17-26 minutos |
| Sábados laborables         |               |
| De 6:00 a 11:00            | 16-26 minutos |
| De 11:00 a 20:00           | 16-20 minutos |
| De 20:00 a 23:00           | 20-25 minutos |
| Domingos y festivos        |               |
| De 7:00 a 10:00            | 20-30 minutos |
| De 10:00 a 20:00           | 20-24 minutos |
| De 20:00 a 23:00           | 24-30 minutos |

## Recorrido y paradas

### Sentido Villaverde Alto
La línea inicia su recorrido en la calle Seseña, próxima a la estación de Campamento de Metro de Madrid. Desde aquí sale a la avenida del Padre Piquer girando a la izquierda, y por ella sale a la avenida de los Poblados, que toma en dirección sureste, abandonándola temporalmente para circular por la avenida de Carabanchel Bajo y la calle Antonia Rodríguez Sacristán, al final de la cual vuelve a ella, circulando hasta la intersección con la avenida de Rafaela Ybarra, donde gira a la izquierda para incorporarse a ésta.
A continuación, circula por esta avenida hasta el final, siguiendo de frente por la carretera de Carabanchel a Villaverde, por la que llega a Villaverde Alto, entrando al casco histórico de Villaverde por la avenida Real de Pinto. Abandona la avenida girando a la derecha por la calle del Doctor Pérez Domínguez, por la que llega a la plaza de Ágata, donde tiene su cabecera.
| Código | Parada                                   | Común con                   | Conexiones con Metro y Cercanías | Otros |
| ------ | ---------------------------------------- | --------------------------- | -------------------------------- | ----- |
| 5301   | CAMPAMENTO (C/ Seseña, 78)               |                             | Campamento                       |       |
| 3208   | Empalme                                  | H                           | Empalme                          |       |
| 3211   | Avenida de los Poblados-Guareña          |                             |                                  |       |
| 3209   | Avenida de los Poblados-Aluche           | H 561 561A 561B 562 563 564 |                                  |       |
| 658    | Intercambiador de Aluche                 | 121 139                     | Aluche                           |       |
| 660    | Avenida de los Poblados-Comisaría        | 121 139 482 485 491 492 493 |                                  |       |
| 662    | Polideportivo Las Cruces                 | 121 139 482 485 491 492 493 |                                  |       |
| 3187   | Plaza del Parterre                       | 121 139                     |                                  |       |
| 2463   | Avenida de los Poblados-Eugenia Montijo  | 47 121 485                  |                                  |       |
| 2461   | Avenida de los Poblados-Carabachel Bajo  | 47 121                      |                                  |       |
| 2459   | Antonia Rodríguez Sacristán-Centro Salud | 47 121                      |                                  |       |
| 2457   | Antonia Rodríguez Sacristán              | 47 108 118 121              |                                  |       |
| 3186   | Avenida de los Poblados-Secoya           | 121 485                     |                                  |       |
| 3185   | Metro San Francisco                      | 121 155 485                 | San Francisco                    |       |
| 3183   | Avenida de los Poblados-Abrantes         | 121 155 484 485             |                                  |       |
| 3181   | Avenida de los Poblados-Vía Lusitana     | 116 121 155                 |                                  |       |
| 3180   | Avenida de los Poblados-Cochera EMT      | 116 121 155                 |                                  |       |
| 3178   | Tanatorio Sur                            | 116 121 155                 |                                  |       |
| 3139   | Avenida de los Poblados-Carretera Toledo | 116 121                     |                                  |       |
| 3141   | Avenida de los Poblados-Guetaria         | 116 121                     |                                  |       |
| 1963   | Avenida de los Poblados-Rafaela Ybarra   | 6 60 116 121                |                                  |       |
| 1957   | Rafaela Ybarra-Cestona                   | 6 60 78 81 116              |                                  |       |
| 1958   | Unidad                                   | 6                           |                                  |       |
| 1959   | Rafaela Ybarra-Alzola                    | 6                           |                                  |       |
| 292    | Rafaela Ybarra-Centro Comercial          | 6                           |                                  |       |
| 5465   | Rafaela Ybarra-Centro de mayores         |                             |                                  |       |
| 4626   | Rafaela Ybarra acceso Peugeot            |                             |                                  |       |
| 3215   | Carretera de Villaverde-Centro escolar   |                             |                                  |       |
| 4237   | Carretera de Villaverde-Puebla Sanabria  |                             |                                  |       |
| 3217   | Puente Alcocer                           |                             | Puente Alcocer                   |       |
| 1195   | Doctor Pérez Domínguez                   | 22 76 86 130                |                                  |       |
| 1196   | VILLAVERDE ALTO (Pza. Ágata, 6)          | 86                          |                                  |       |

### Sentido Campamento
La línea inicia su recorrido en la plaza de Ágata, desde la cual sale por la calle del Doctor Martín Arévalo hasta girar a la izquierda por la avenida Real de Pinto. 
A partir de aquí, el recorrido es igual a la ida pero en sentido contrario (Ctra. Carabanchel a Villaverde, Avda. Rafaela Ybarra, Avda. Poblados, Antonia Rodríguez Sacristán, Avda. Carabanchel Bajo, Avda. Poblados y Avda. Padre Piquer) hasta aproximarse a la cabecera, girando a la derecha por la calle Escalona y a la izquierda por la calle Seseña, donde está su cabecera.
| Código | Parada                                   | Común con                   | Conexiones con Metro y Cercanías | Otros |
| ------ | ---------------------------------------- | --------------------------- | -------------------------------- | ----- |
| 1196   | VILLAVERDE ALTO (Pza. Ágata, 6)          | 86                          |                                  |       |
| 1198   | Doctor Martín Arévalo                    | 22 86 130                   |                                  |       |
| 3218   | Puente Alcocer                           |                             | Puente Alcocer                   |       |
| 4238   | Carretera de Villaverde-Puebla Sanabria  |                             |                                  |       |
| 3216   | Carretera de Villaverde-Centro escolar   |                             |                                  |       |
| 4627   | Rafaela Ybarra acceso Peugeot            |                             |                                  |       |
| 5455   | Rafaela Ybarra-Centro de mayores         |                             |                                  |       |
| 3736   | Rafaela Ybarra-Centro Comercial          | 60                          |                                  |       |
| 3214   | Rafaela Ybarra-Alzola                    |                             |                                  |       |
| 3213   | Unidad                                   |                             |                                  |       |
| 2842   | Rafaela Ybarra-Cestona                   | 78 81 116                   |                                  |       |
| 3176   | Avenida de los Poblados-Rafaela Ybarra   | 116 121                     |                                  |       |
| 3142   | Avenida de los Poblados-Guetaria         | 116 121                     |                                  |       |
| 3140   | Avenida de los Poblados-Carretera Toledo | 116 121                     |                                  |       |
| 3177   | Tanatorio Sur                            | 116 121 155                 |                                  |       |
| 3179   | Avenida de los Poblados-Cochera EMT      | 116 121 155                 |                                  |       |
| 5057   | Avenida de los Poblados-Vía Lusitana     | 116 121 155                 |                                  |       |
| 3182   | Avenida de los Poblados-Abrantes         | 121 155 484 485             |                                  |       |
| 3184   | Metro San Francisco                      | 121 155 485                 | San Francisco                    |       |
| 2453   | Avenida de los Poblados-Secoya           | 47 118 121 155 485          |                                  |       |
| 2456   | Antonia Rodríguez Sacristán              | 47 108 118 121              |                                  |       |
| 2458   | Antonia Rodríguez Sacristán-Centro Salud | 47 121                      |                                  |       |
| 2460   | Avenida de los Poblados-Carabachel Bajo  | 47 121                      |                                  |       |
| 2462   | Avenida de los Poblados-Eugenia Montijo  | 47 121                      |                                  |       |
| 667    | Plaza del Parterre                       | 121 139 482 485 491 492 493 |                                  |       |
| 663    | Polideportivo Las Cruces                 | 121 139 482 485 491 492 493 |                                  |       |
| 661    | Avenida de los Poblados-Comisaría        | 121 139 482 485 491 492 493 |                                  |       |
| 659    | Intercambiador de Aluche                 | 121 139                     | Aluche                           |       |
| 3210   | Avenida de los Poblados-Aluche           |                             |                                  |       |
| 3212   | Avenida de los Poblados-Guareña          |                             |                                  |       |
| 2325   | Empalme                                  | 36 573                      | Empalme                          |       |
| 4632   | Campamento                               |                             |                                  |       |
| 5301   | CAMPAMENTO (C/ Seseña, 78)               |                             | Campamento                       |       |